# A Manchester United FC Jim Ratcliffe tulajdonában

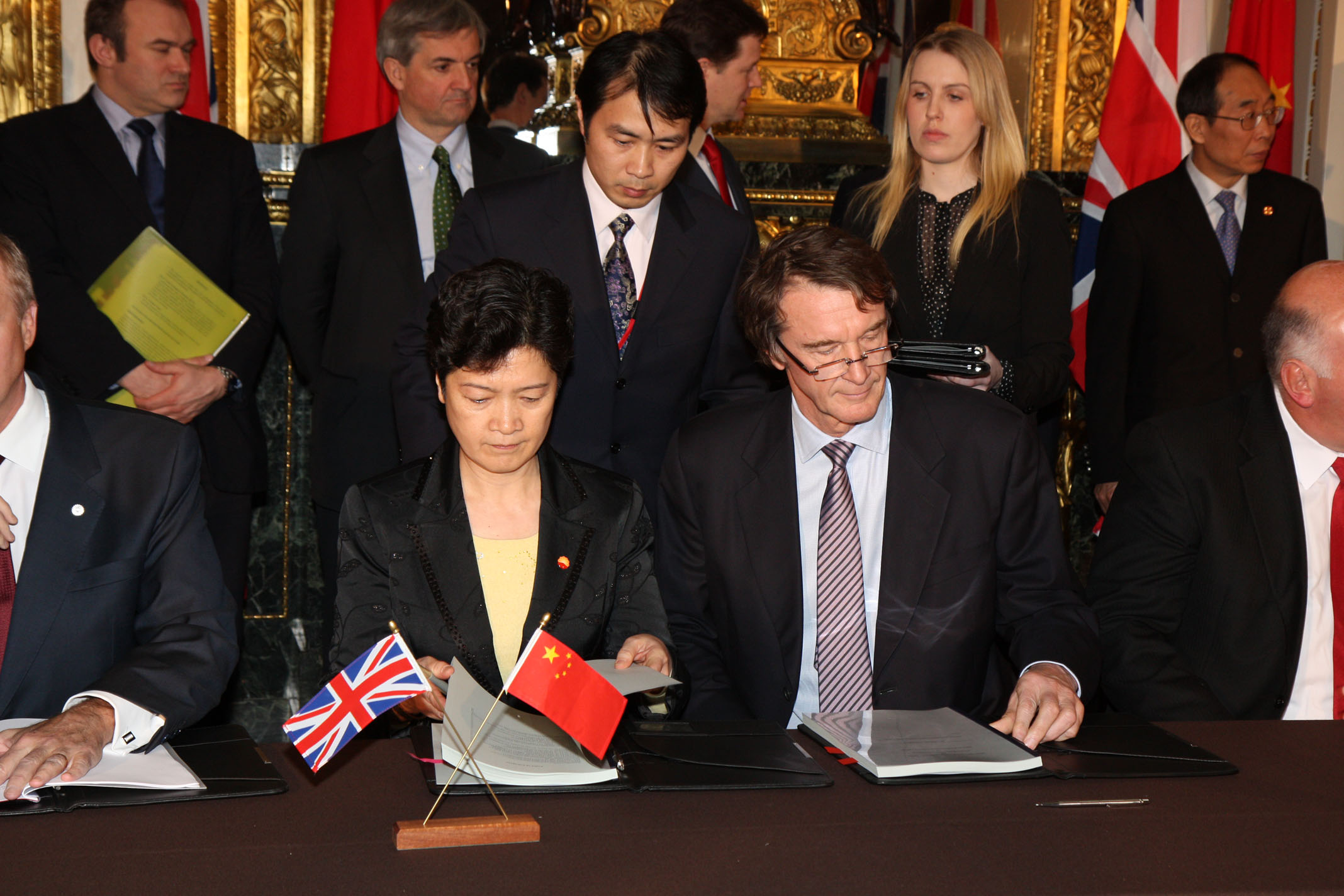
Sir Jim Ratcliffe (középen, jobbra, 2011-ben) 2023 decemberében vásárolta meg a csapat 25%-át

A Manchester United Football Club angol labdarúgócsapat, Old Traffordban, Trafford kerületben, a Greater Manchester megyében. A csapat Newton Heath LYR Football Club néven alakult meg 1878-ban, a Lancashire and Yorkshire Railway munkásaiból. 1892-ben elvált a vasúttársaságtól és majdnem 100 évig magántulajdonban volt, 1902-ben megváltoztatva nevét Manchester Unitedre. Robert Maxwell 1984-ben ajánlatot tett a csapatra, majd Michael Knighton 1989-ben, mielőtt 1991-ben részvénytársaság lett a cég. 1998-ban ajánlatot tett a csapatra Rupert Murdoch BSkyB cége is, mielőtt Malcolm Glazer 2003 szeptemberében résztulajdonosa lett a Unitednek. Az év végére már 15%-os tulajdonjoggal rendelkezett, míg 2005-ben ez a szám már 57% volt. Ennek következtében kötelessége volt a csapat felvásárlása, hogy eltávolíthassák a Londoni Értéktőzsdéről és egy hónapon belül a család már 98%-os tulajdonjoggal rendelkezett. Összességében nagyjából 800 millió fontba került a folyamat, amelyet főleg kölcsönökkel finanszírozott Glazer. 2012-ben ismét részvénytársaság lett a csapat, mikor egyes részvényei eladásra kerültek a New York Stock Exchange-en.
2022 októberében, közel 20 évvel azt követően, hogy Glazer megvásárolta első részvényét, gyermekei bejelentették, hogy a csapat eladásra fog kerülni. Két fő érdekelt volt a United megvásárlásában, Sir Jim Ratcliffe manchesteri milliárdos, az Ineos cég tulajdonosa, illetve a katari bankár, Dzsászim bin Hamad esz-Szání. Ugyan eredetileg a csapat teljesét meg akarta vásárolni mindkét fél, Ratcliffe 2023. december 24-én a Manchester United részvényeinek 25%-a megvételében egyezett meg a Glazer családdal. A folyamat a részvények 27,7%-a megvételével ért véget 2024 februárjában, amelyet sok vezetőségi változás követett.

## Háttér

### Manchester United

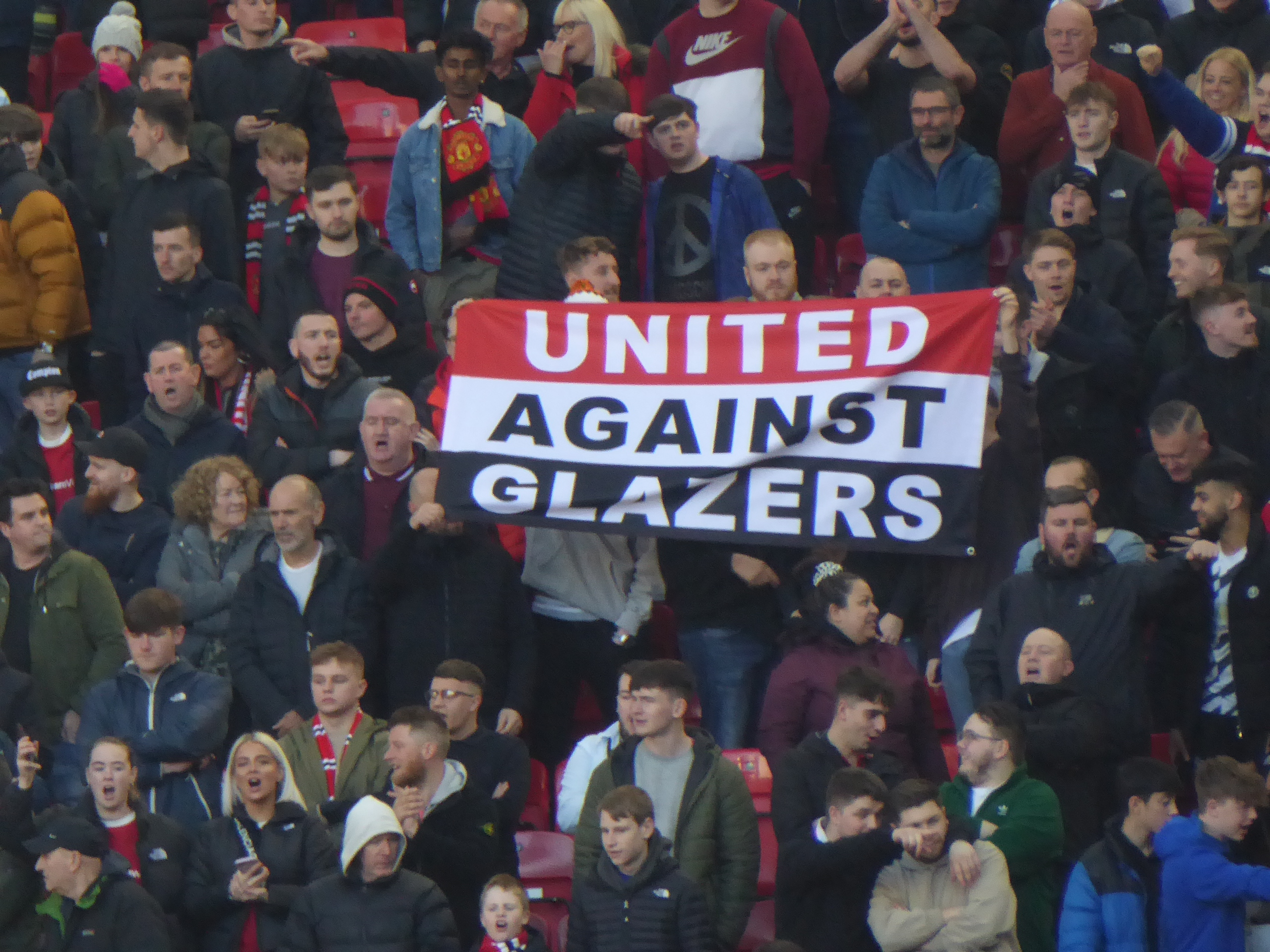
Egy, a Glazer-családot tüntető zászló a United egyik 2022-es mérkőzésén

A Manchester United csapatát Newton Heath LYR FC néven alapították 1878-ban, a Lancashire and Yorkshire Railway munkásai, a társaság Newton Heath-i telephelyén. 1901-ben a csapat közel 2500 fontos adósságban volt és közel állta megszűnéshez, de John Henry Davies sörfőzde-tulajdonos megmentette a klubot, és 1902-ben Manchester Unitedre változtatta a nevét. Davies 1927-es halála után a United ismét pénzügyi problémákba ütközött, de James W. Gibson 1931-ben megvette a csapatot. Gibson 1951-ben hunyt el, felesége, Violet örökölte meg a klubot. Ennek ellenére Harold Hardman lett a United igazgatója.
Louis Edwards manchesteri üzletember elkezdte megvásárolni a csapatot és 1965-ben, Hardman halála után az igazgatója lett. Fia, Martin Edwards, megvásárolta Alan Gibson részvényeinek egy részét, majd a csapat legnagyobb tulajdonjoggal rendelkező befektetője lett 1980-ban, apja halála után. A Unitedre több ajánlat is érkezett ebben az időszakban, többek között Robert Maxwelltől 1984-ben, 10 millió fontért és 1989-ben Michael Knightontól, 20 millióért. Az utóbbi megegyezés közel állt a megszületéshez, de Knighton támogatói visszaléptek az ajánlattól, így az üzletember csak az igazgatótanács egyik tagja lett.
1991-ben a csapat felkerült a Londoni Értéktőzsdére, majd 1998-ban Rupert Murdoch ajánlatot tett a csapatért. A vezetőség ezt a 623 millió fontos ajánlatot el is fogadta, de a brit Monopolies and Mergers Commission nem adta meg a szükséges engedélyeket a szerződés aláírására. Néhány évvel később a csapat menedzsere, Sir Alex Ferguson és John Magnier, illetve J. P. McManus között kialakult egy „hatalmi harc.” Magnier és McManus felkérte a vezetőséget, hogy távolítsák el Fergusont a csapat éléről, amelyre válaszként más befektetőket próbált találni a United, hogy a két ír üzletember befolyását csökkentsék a Unitednél.
2003 márciusában Malcolm Glazer megvásárolta első részvényeit a csapatban. A Glazer-család 2005-re lett a csapat teljes jogú tulajdonosa, júniusban eltávolították a csapatot az értéktőzsdéről. 2012-ben került a New York Stock Exchange-re a United, amelynek célja más befektetők találása volt. A Glazer-éra során és már a megegyezés megszületése előtt is gyakran kritizálták a családot a United rajongói és szakértők, mivel az amerikai üzletemberek nem fektettek pénzt a csapat működésébe és az infrastruktúrába, illetve kölcsönökkel finanszírozták a csapat megvásárlását, aminek következtében az évtizedek során több, mint egy milliárd fontos adósságba került a klub.

### Sir Jim Ratcliffe

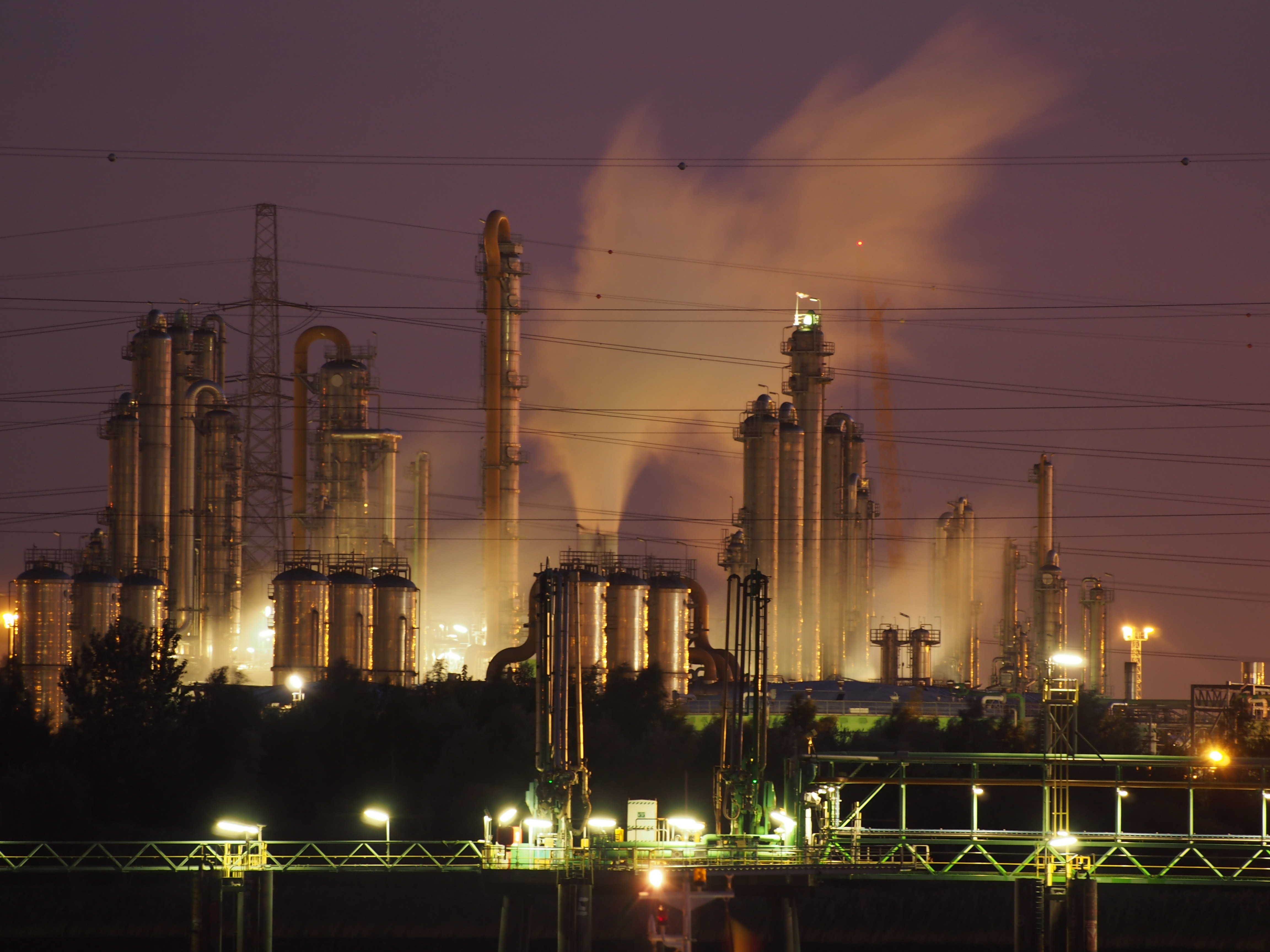
Az Ineos egyik belgiumi telepe

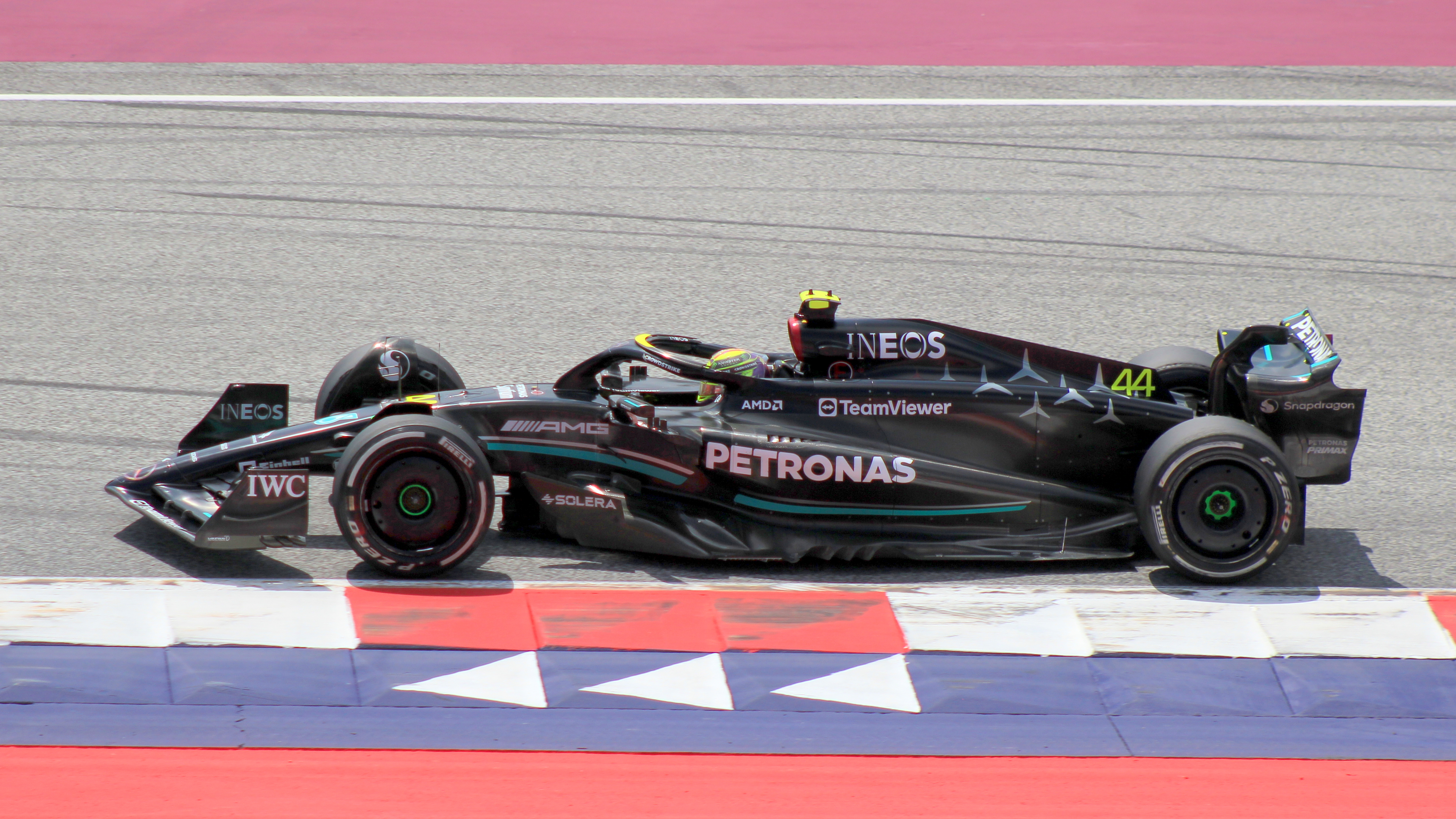
Az Ineos logója Lewis Hamilton autóján. A cég a Mercedes AMG résztulajdonosa

Az Egyesült Királyság egyik leggazdagabb embere, Sir Jim Ratcliffe Manchester közelében született egy asztalos fiaként, 1952-ben. Gyermekkora óta United-rajongó volt, szegény körülmények között nőtt fel.  Ratcliffe első állása az Esso, majd a BP Chemichals olajcégeknél volt, amelyet követően a London Business School tanulójaként szerzett mesterdiplomát. 1989-ben csatlakozott az Advent International céghez, amely magántőke-befektetésben volt szakértő. 1992-ben John Hollowood üzletemberrel együtt 40 millió fontért megvásárolták a BP southamptoni vegyipari ágát, amely két évvel később már 110 millió fontot ért a Londoni Értéktőzsdén. Az Inspec néven ismert cég megvásárolta a BP tulajdonában lévő, feleslegesnek nyilvánított antwerpeni telepet, itt megkezdve munkálatait. Ratcliffe 1998-ban elhagyta a céget, hogy megalapítsa az Ineost, felvásárolva az Inspecet. A vállalat stratégiája más cégek felesleges telepeinek megvásárlása és ezek felújítása volt, 2023-ra már 26 országban működött, 194 telepen, a világ egyik legsikeresebb vegyipari cégeként. Az Ineos éves bevétele meghaladja a 65 milliárd dollárt.

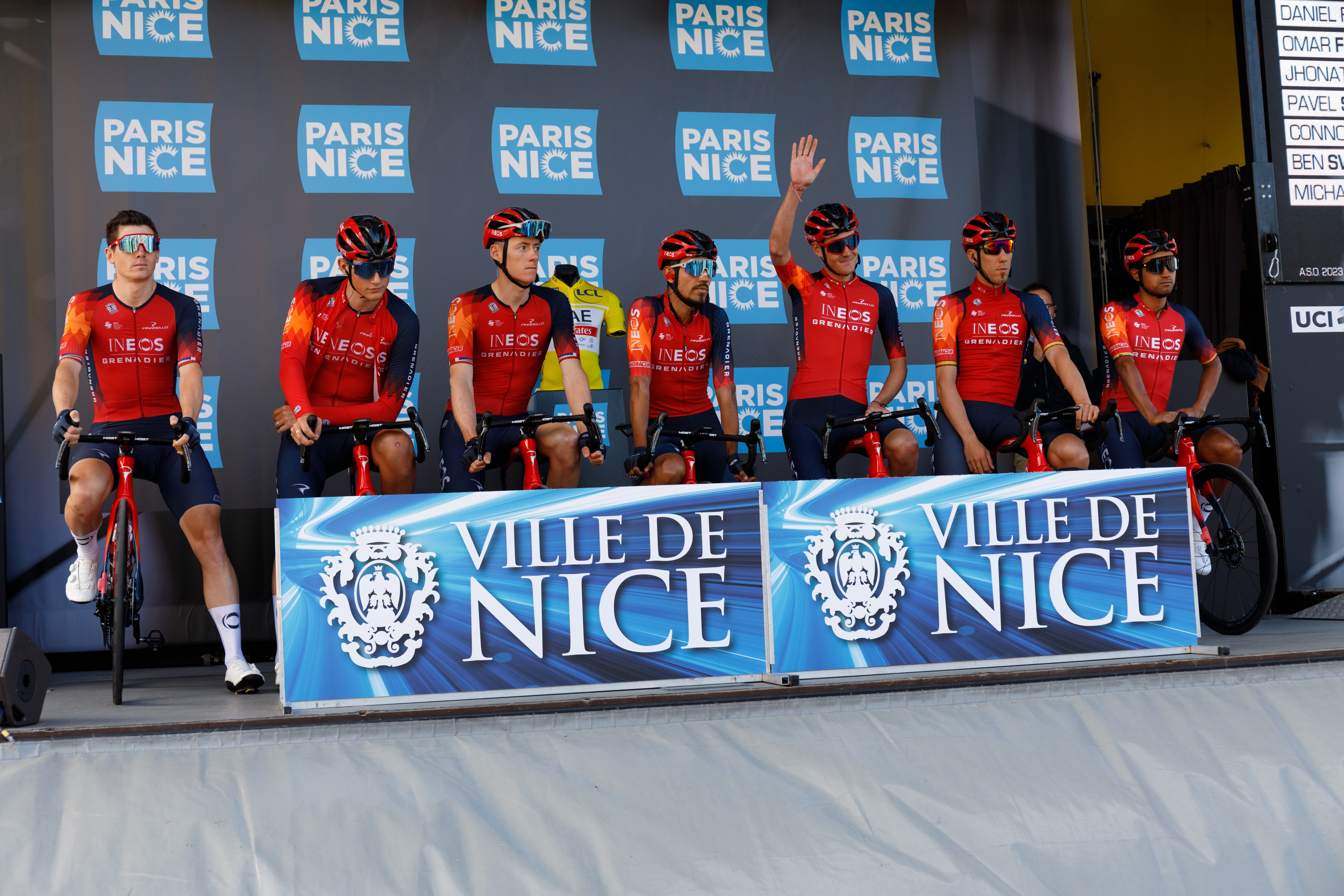
Az Ineos cég és egyben Jim Ratcliffe, több sportcsapat tulajdonosa is (a képen az Ineos Grenadiers)

A 2010-es években Ratcliffe elkezdett a sportok és autók világába befektetni. Az évtized második felében bejelentette, hogy tervezi egy új jármű, az Ineos Grenadier elkészítését, amelyet a Land Rover Defender terepjáró alapján készítettek, melynek gyártását 2016-ban befejezték. 2017-ben az Ineos megvásárolta a Belstaff ruházati céget, illetve a Mercedes AMG F1 Formula–1-es csapatban is van részvénye. 2019-ben Ratcliffe megvásárolta a Team Sky kerékpár-versenycsapatot, amely azóta az Ineos Grenadiers nevet viseli. Ezek mellett három labdarúgócsapat is a brit milliárdos tulajdonában van, a francia OGC Nice, a svájci Lausanne-Sport és az elefántcsontparti RC Abidjan. Ezek mellett 2022 májusában megpróbálta megvásárolni a Chelsea csapatát is, 4,25 milliárd fontért, mikor Roman Abramovicsnak kötelessége lett a csapat eladása, Oroszország Ukrajna elleni inváziója miatt. Ekkor azt nyilatkozta, hogy csak azért nem veszi meg a Unitedet, mert a csapat nem volt eladó. A Newcastle United megvételében is érdekelt volt.

## A vásárlási folyamat

### Első ajánlatok
Azt követően, hogy a csapat több, mint egy milliárd fontnyi adósságot halmozott fel a Glazer-család színrelépése óta és, hogy a klub stadionja egyre rosszabb állapotba került, egyértelmű volt, hogy befektetésre van szüksége a Unitednek. 2022 novemberében a SkySports megjelentetett egy cikket, amelyben azt írták, hogy a Glazer-család tervezi eladni a csapatot. Ezt a United még aznap megerősítette, kijelentve, hogy „stratégiai alternatívákat” fog keresni a klub. A közleményt követően a csapat értéke 400 millió dollárral nőtt a New York-i tőzsdén. A Glazer-család 6,4 milliárd fontot (nagyjából 8 milliárd dollárt) kért a csapatért, amely a Unitedet minden idők legdrágábban elkelt sportcsapatává tette volna.
A 2023. február 17-i első határidő előtt több hivatalos ajánlat is érkezett a csapat megvételére, többek között a Sir Jim Ratcliffe tulajdonában álló Ineostól és Dzsászim bin Hamad esz-Szání katari bankártól, az utóbbi a Nine Two Foundation cégen keresztül. Ezek mellett több amerikai befektető cég, mint az Elliott, az Ares, a Carlyle és a Sixth Street is megpróbált részvényt szerezni a csapatban. Egyik ajánlat se érte el a Glazerek által kitűzött árat, így a folyamat sokáig húzódott. Mind az Ineos, mind a katari bankár ajánlata 6,3 milliárd dollár körüli értéket adott a klubnak, amely 1,7 milliárddal kevesebb volt, mint, amelyet a Glazer-család akart. Ezt követően márciusban mindkét érdekeltet meghívta a United a stadionjába, hogy kérdéseket tehessenek fel a vezetőségnek és felmérjék a csapat infrastruktúráját. Először egy esz-Szánít képviselő delegáció, majd másnap Sir Jim Ratcliffe érkezett a stadionhoz.
Április 28. volt a második kitűzött határidő, ameddig a két fő érdekeltnek lehetősége volt megemelt ajánlatokat tenni a csapatra, amit meg is tettek. A katari oldalról egy nagyon magas második ajánlatot vártak a Glazerek, amely nem történt meg, míg Ratcliffe inkább a csapat 50%-ának megvásárlására próbált ajánlatot tenni, amellyel Joel és Avram Glazer is részvényes maradt volna. Az utóbbi jogi problémákba ütközött, így Ratcliffe újraszervezte az ajánlatot úgy, hogy mind a csapat Class A és B részvényeiből is megvett volna 25%-ot. Ezt követően esz-Szání megpróbált ismét megegyezni a Glazer-családdal, legújabb ajánlata nagyjából 6,4 milliárd dollár volt, amely még mindig nem volt közel a Glazer-család árához. A 6,4 milliárd mellett további 1,7 milliárd dollárt ígért az infrastruktúra fejlesztésére. Mindezek ellenére Ratcliffe ajánlata magasabb értéket adott a klubnak, mivel a brit milliárdos csak a csapat egy kisebb részét próbálta megvenni. Az Ineos ezek mellett a sokkal magasabb árért azt követelte, hogy teljes irányítást kapjon a cég labdarúgással foglalkozó ága felett.

### Katar visszalépése és az ajánlat elfogadása
Végül 2023 októberében a katari fél visszalépett, amellyel az Ineos-ajánlat maradt az egyetlen az asztalon. A katari bankár a folyamat során soha nem adta le a papírokat, amelyek bizonyították volna, hogy tényleg van pénze a klub megvásárlására, így a Glazer-család figyelmen kívül hagyta ajánlatát, bár ezt a katari oldal később tagadta. Ratcliffe december 24-ét jelölte meg végső határidőnek, mielőtt visszalépett volna. Karácsony este a Glazer-család végül elfogadta a befektetést, a United a hivatalos oldalán jelentette be a megegyezést.
A hivatalos jóváhagyást a tulajdonosi teszt elvégzése után a Premier League 2024. február 13-án, az Angol labdarúgó-szövetség pedig másnap adta meg Ratcliffe-nek. A megegyezés hivatalos bejelentésére 2024. február 20-án került sor, miután a Manchester United egy sajtóközleményben megosztotta, hogy a Trawlers Ltd. (a Sir Jim Ratcliffe által létrehozott cég) megvásárolta a csapat 27,7%-át (eredetileg 25%-át, majd új részvények kiadásával a fennmaradó 2,7%-ot). A közleményben azt is bejelentették, hogy az év végére további 100 millió dollárt fog részvényekre költeni a Trawlers.

## Kinevezések

### Vezetőség
A Glazer-család évei során az egyik legnagyobb probléma a cég labdarúgással foglalkozó ágazata struktúrájának hiánya volt. A csapat sokáig nem hozott létre egy „árnyékkeretet,” amelyet a legtöbb elit csapat meg szokott tenni, amelyben olyan játékosok szerepeltek minden pozícióban, akiket a klub le tudna szerződtetni. Gyakran nem volt pénz a távozó játékosok pótlására, a korábban megkötött megegyezések rosszul szervezett kifizetése miatt. Ugyanígy gyakori hiba volt, hogy a United nem kezdett el dolgozni a jövő nyár új szerződtetésein, miután az előző év átigazolási időszaka lezáródott, esetekben csak az új év májusában megkezdve a felkészülést. Az átigazolási időszakokban a csapat nagyon gyakran túl magas áron vásárolt meg játékosokat, amelyre a legjobb példa Antony (2022, 86 millió font), akit egy évvel igazolása előtt a klub mindössze 25 millió fontra értékelt és csak más lehetőségek hiánya miatt szerződtetett a United. Ehhez hasonlóan a csapat stratégiája az árak alkudozása közben is szokatlan volt. Mason Mount értékét 50 millió fontra tette a csapat és ez volt az első ajánlatuk a Chelsea-nek, amelyet a fővárosi csapat végül 60 millióig tudott emelni. Rasmus Højlund-t az Atalanta hajlandó volt elengedni 50 millióért, de a United kijelentette az olasz csapatnak, hogy 60 milliónál nem fognak többet kifizetni, ezzel emelve a csatár árát, aki végül 72 millió fontért szerződött Manchesterbe.
Az első nagy változás a United vezetőségében már a megegyezés bejelentése előtt megtörtént, mikor Richard Arnold elhagyta vezérigazgatói posztját. Helyét átmenetileg a klub pénzügyi igazgatója, Patrick Stewart vette át. Végül 2024 januárjában nevezte ki az Ineos az új vezérigazgatót, a Manchester City tulajdonosa, a City Football Group labdarúgással foglalkozó igazgatóját, Omar Berradát. A megegyezés bejelentésekor két új tagot is kinevezett az Ineos a Manchester United igazgatótanácsába, John Reece-t és Rob Nevint. Reece az Ineos egyik alapítója, míg Nevin a cég sporttal foglalkozó ágazatának igazgatója. Ezek mellett Jean-Claude Blanc, az Ineos Sports vezérigazgatója átmenetileg ki lett nevezve a csapat CEO-jának, Omar Berrada érkezésig. Sir Dave Brailsford szintén az Ineos legfontosabb sportszakértői közé tartozik, és főleg a struktúra újraszervezésével, illetve a problémák megtalálásával foglalkozik. Ezek mellett távozott Cliff Baty pénzügyi igazgató is, helyére Roger Bell érkezett, 2024. május 25-én.
Az új vezetőség több szakmai igazgatót is kiszemelt jelöltnek, de végül Dan Ashworth mellett döntött az Ineos, mint sportigazgató. Ezt követően az angol szakembert felmentette munkavégzése alól a Newcastle United, de 20 millió fontot kértek leszerződtetéséért. A United ezt nem akarta kifizetni, és hajlandó volt hosszabban várni Ashworth leszerződtetésére, hiszen őt hosszabbtávú kinevezésként kezelték. A két csapat végül 2024. július 1-én egyezett meg a sportigazgató átigazolásáról, nagyjából 2,5 millió fontért. Hasonlóan a Southampton sportigazgatóját, aki korábban kilenc évig a Manchester City akadémiáján dolgozott, Jason Wilcoxot is megkereste a csapat, hogy Ashworth alatt dolgozzon, de a dél-angliai csapat nem akarta elengedni a szakértőt, annak ellenére, hogy a United a korábbi labdarúgó egy éves fizetését is felajánlotta kivásárlására. Wilcox még ez előtt beadta lemondási levelét, de a Southampton hajlandó volt arra is kényszeríteni, hogy 12 hónapig munka nélkül maradjon, ha nem kapnak elég pénzt a Unitedtől. 2024 áprilisában lemondott a klub szakmai igazgatója, John Murtough, amit követően a United és a Southampton megegyeztek, Wilcox kinevezése meg is történt. Wilcox pozícióját korábban Darren Fletcher töltötte be a Unitednél, a kinevezést követően Fletcher továbbra is foglalkozott az akadémiával és a felnőtt csapattal. Andy O’Boyle, a csapat helyettes szakmai igazgatója is távozott a 2024-es átigazolási időszak végén. Játékos-teljesítményi igazgatót is kinevezetett a United Sam Erith személyében, aki korábban dolgozott a Manchester City, a New York Knicks, a New York Rangers és az angol válogatott csapatainál. Ashworth már az évben elhagyta a csapatot nézeteltérések miatt, feladatkörének egy részét átvette Wilcox, míg a játékosbeszerzésre fókuszáló feladatait Christopher Vivell vette át.
A 2025–2026-os szezon kezdete előtt a csapat bejelentette, hogy leszerződtette a Mercedes AMG F1 nyolcszoros világbajnok adatmérnökét, Mike Sansonit, a United új adatigazgatójaként, illetve kinevezték a Channel 4, illetve korábban a BBC HR-igazgatóját, Kirstin Furbert személyzeti igazgatónak.
A United a 2023–2024-es szezon végén felajánlotta a cég összes munkatársának a lehetőséget, hogy felmondjanak, ha nem akarnak továbbra a klubnál maradni. A döntésre egy hetet adott a vezetőség, és elvárásaik szerint a munkaerő 20%-a hagyta volna el a klubot az időszakban. Ennek fő indoka az volt, hogy a Ratcliffe vezette új tulajdonosi csoport csökkenteni akarta a cég kiadásait ezer fős csapatára, az Interpath Advisory tanácsadócég segítségével. Egyes munkatársak azt nyilatkozták, hogy az ajánlat inkább egy „létszámcsökkentő programnak” tűnt. Hasonlóan megtiltották az otthonról dolgozást a cég dolgozóinak és felszólítottak mindenkit, hogy térjenek vissza a londoni vagy manchesteri irodákba. 2024 júliusában a csapat bejelentette, hogy 1112 munkatársából nagyjából 250 főt le fog építeni.

### Edző
Az edző kiléte 2024-től az egész 2023–2024-es szezonban kérdéses volt, mivel a United története leggyengébb teljesítményét mutatta fel a Premier League-ben. Eleinte a vezetőség egyértelműen úgy gondolta, hogy meg fogják tartani Erik ten Hag-ot, mivel szerintük nem kapott lehetőséget kibontakozni a régi hierarchia alatt. Május 14-én a United vezetősége találkozott Monacóban, ahol megegyeztek, hogy a legjobb az lenne, ha kirúgnák a holland edzőt, bár ezt nem tekintették végső döntésnek. Ebben nagy szerepet játszott az, hogy mindössze egy héttel korábban a United 4–0-ra kikapott a Crystal Palace csapatától, és egy nagyon gyengén teljesített a Coventry City ellen. A korábbi annyira komoly veszteségnek számított, hogy már akkor szóba esett Ten Hag felmentése, a szezon vége előtt. A United előzetes edzőlistáján szerepelt többek között Kieran McKenna, Thomas Frank, Roberto De Zerbi, Marco Silva, Thomas Tuchel, Roberto Martínez, Mauricio Pochettino, Gareth Southgate és Rúben Amorim is. A szezon befejezte után megkezdett folyamatban a United vezetősége két hétig tárgyalt Erik ten Hag jövőjéről, a holland edzőt teljesen kizárva a folyamatból, egyáltalán nem kommunikálva vele. Tuchel és De Zerbi esetében a pénzügyi kérdésekig is eljutottak. Ugyan egyes pillanatokban nem volt valószínű, hogy marad, opcióként mindig szerepelt Ten Hag megtartása. Június 10-én döntött végül úgy a United új vezetősége, hogy megtartják a holland szakembert és Ibizára repülve új szerződést ajánlottak a vakációját élvező edzőnek, azzal a céllal, hogy bizalmat adjanak neki. Ezt a döntést Ratcliffe később hibának nevezte: „Hiba volt. Rosszul döntöttünk.” Ten Hag megsegítésére két új másodedzőt szerződtetett a United, a csapat korábbi játékosa, Ruud van Nistelrooy és René Hake személyében.
Mindezek ellenére Ten Hag kevesebb, mint öt hónappal később már nem volt a United menedzsere, a rossz szezonkezdés után menesztették. Október 28-án átmenetileg Ruud van Nistelrooyt nevezték ki helyére, amíg a csapat Rúben Amorimmal tárgyalt. A csatárlegenda befolyása a csapatban egyre inkább növekedett Ten Hag utolsó pár hetében, egyre fontosabb szerepet játszott mérkőzések közben, és a rajongókkal történő kommunikáció során. A portugál edző leigazolásában már nyáron is érdekelt volt a csapat, de akkor a két fél úgy döntött nem ez volt a megfelelő időpont. A Sporting CP október 29-én egy közleményben megosztotta, hogy a manchesteriek jelezték szándékukat Amorim kivásárlására, kifizetve 10 millió eurós árát. A United három nappal később jelentette be a portugál leigazolását. Az edzőváltás összességében több, mint 20 millió fontba került a csapatnak.

## Az Old Trafford jövője

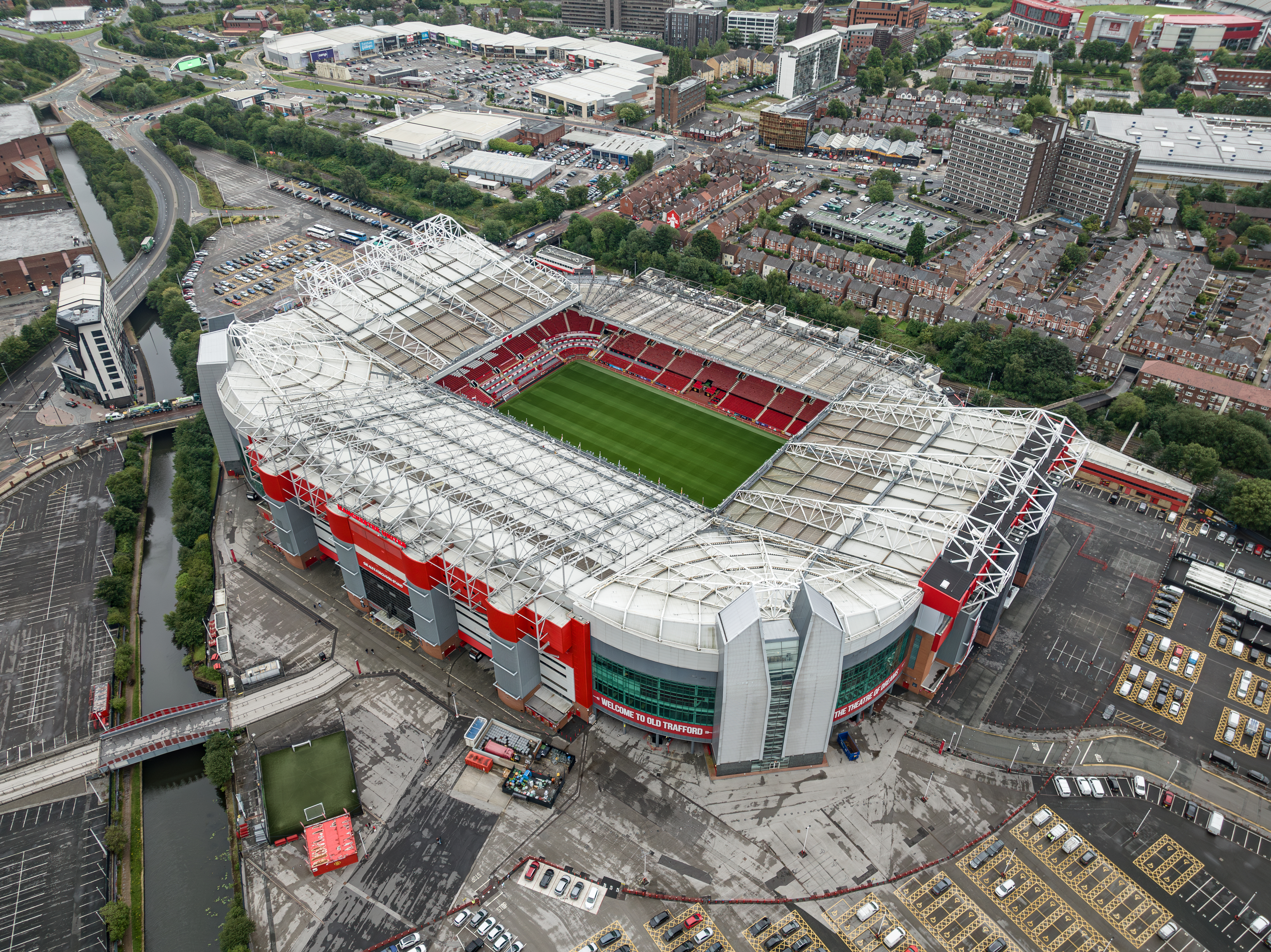
Az Old Trafford és a stadiont körülvevő terület. Az új stadion a régi – a képen alsó – sarkával érintkezve lenne felépítve, a parkoló helyén

Az Old Trafford 1910 óta a Manchester United stadionja, az évszázad során több felújításon és – a második világháború után – újjáépítésen is átesett. A Glazer-család elleni egyik leggyakoribb kritika, hogy nem fektettek semmi pénzt a stadionba, amely a két évtized során egyre rosszabb állapotba került. A romlás szintje akkor lett egyértelmű, mikor nem is kapott helyet az angol szövetség pályázatán a 2028-as Európa-bajnokság megrendezésére. A stadion felújítása szóba került 2018-ban is, de a következő négy évben nem sokat lehetett hallani a vezetőségtől az ügyben. 2022-ben hivatalosan is bejelentette a csapat, hogy tervezik felújítani a stadiont. A United az akkor újnak számító Tottenham Hotspur Stadion építészeit nevezte ki a tervek megvalósítására. Októberben két fő opciót osztott meg a United: a stadion felújítása vagy egy új felépítése. A United műveleti igazgatója, Collette Roche a következőt mondta az építkezésekről: „Jelenleg az a helyzet, hogy az Old Trafford felújítása lehetséges, de vannak nagyobb problémák a kivitelezésével, főleg komplexitás, időzítés, költségvetés szempontjából, nagy részben azért, mert a jelenlegi stadion nagyon közel van a vonatsínhez, kanálishoz, házakhoz és más utcákhoz. Röviden lehetséges, de nem könnyű.” Roche elmondása szerint az építkezés megkezdése, bármelyik lehetőség mellett döntenek, nem valószínű 2025 előtt. 2023 januárjában kiderült, hogy az Old Trafford felújítása nagyjából 1 milliárd fontba kerülne, míg az új stadion felépítésé ennek duplája is lehet.
Azt követően, hogy Ratcliffe megvásárolta a csapatot, egyre egyértelműbb volt, hogy az új vezetőség az új stadion felépítését preferálná, a régi mellett. Ennek legfőbb oka a felújítás magas ára egy új, európai szinten is kiemelkedő stadionhoz relatívan. Ratcliffe kijelentette, hogy egyértelmű döntés lenne az új, legalább 90 ezer férőhelyes stadion felépítése. Ezt részben adófizetői pénzből tervezte megvalósítani az Ineos, amelyet Ratcliffe azzal indokolt, hogy az ország északi részét stadionok szempontjából elhanyagolta a brit kormány (az ország összes nemzeti csapatának, majdnem minden sportágban, London közelében van a stadionja), így az „Észak Wembley-je” lehetne az ország ezen régiójának nagy stadionja. Az új tulajdonosok Trafford kerülettel együtt terveznek közreműködni a stadiont körülvevő terület felújítására. A folyamat megkezdését 2024. március 8-án a United hivatalosan is megerősítette egy bizottság megalapításával, amelyet a 2012-es olimpia szervezőbizottságának elnöke, Sebastian Coe vezetett és kormánytisztviselők mellett a csapat korábbi játékosai, és a környék fontos közösségi személyiségei is helyet kaptak. A város polgármestere, Andy Burnham kijelentette, hogy a stadiont a csapat saját pénzéből kell majd felépítenie, de a város közreműködne egy közeli teherszállító vasútállomás átalakításában, amellyel rajongók könnyebben az arénához juthatnának. Ennek fő oka, hogy a mérkőzések napjain mindig nagy dugók vannak városszerte, és a tömegközlekedés nem túl jó. Ugyan a stadion déli oldalán már létezik egy állomás, azt 2017-ben biztonsági okokból bezárták. A polgármester kiemelte, hogy nem csak a klubnak, de a közösségnek is nagyon jó lenne a fejlesztés. Burnham Keir Starmer politikussal is találkozott a lehetséges tervekkel kapcsolatban, aki akkor az ellenzéki, de a 2024-es választásokon egyértelmű esélyesként induló, és később győztes Munkáspárt vezetője volt.
2024 júliusában a bizottság úgy döntött, hogy egy több, mint 100 ezer férőhelyes stadion felépítése lenne a legjobb megoldás. Az elképzelés szerint olyan stadionokhoz hasonlóan, mint a Los Angeles-i SoFi, az aréna körül egy teljes „campust” felépítenének. Ennek ellenére nem bontanák le a United legendás stadionját, hanem csökkentett befogadóképességgel a női, illetve az akadémiai csapatoknak adnák. 2025. március 10-én a The Athletic lehozta a hírt, hogy a United az új, 100 ezer férőhelyes stadion felépítése mellett döntött, amelyet másnap terveztek bejelenteni.

### Jegyárak
2024 novemberében a United bejelentette, hogy megemeli jegyeinek árát 40 fontról 66 fontra, és eltörli a kedvezményeket, amelyeket korábban gyermekeknek és nyugdíjasoknak adtak (25 font). Ezt tüntetések követték a United szurkolói oldaláról, egy Everton elleni bajnoki előtt decemberben több százan gyűltek össze az Old Trafford előtt, etikátlannak nevezve a változtatást, kritizálva az új tulajdonosokat. Az 1958 nevű rajongói csoport egy nyílt levélben azt írta a klub vezérigazgatójának, hogy a döntés „a hűséges rajongóinknak kihasználása.” A klub azt nyilatkozta, hogy ez a változtatás a rajongók csak kis százalékát fogja érinteni, mert a szezonra a jegyek 97%-át már amúgy is eladták alacsonyabb áron. A vezetőséget sokat kritizálták és a rajongók tüntettek is a következő hónapokban a jegyárak miatt, amelyet követően a klub ismét emeléseket jelentett be a következő évad szezonbérleteire. Az emelés aránya 5% volt 16 éven felüli rajongóknak, illetve megdrágultak a cserepadok körülötti jegyek árai is, hogy a komoly rajongóknak alacsonyabban tudják tartani árait.

## Carrington edzőközpont
A Carrington edzőközpont, hivatalos nevén a Trafford Training Centre, 2000 óta a United edzőpályája. Ennek ellenére a felépítése óta egyetlen felújításon se esett át, így állapota sokat romlott. 2024 májusában a szezon vége után a United új vezetősége bejelentette, hogy megkezdik a munkálatokat a komplexum felújításán, amelynek befejezésére az egész 2024–2025-ös szezonra szükségük lesz. Korábban egy teljesen új központ felépítése is szóba esett. A felújításra végül 50 millió fontot költött a csapat, amelynek fő célja az elmaradott létesítmények modernizációja volt, a Foster + Partners cég vezetésével, akik a Wembley Stadiont és a Loszaíli Nemzeti Stadiont is építették, illetve a United új stadionját is tervezték. A Ratcliffe érkezése előtti nyáron a United elköltött 10 millió fontot a női csapat és az akadémia épületeire is. 2025. augusztus 8-án adták át az épületet.

## Női csapat
A Manchester United WFC csapatát 2018-ban alapították. A csapat első szezonjában könnyen feljutott a másodosztályból, amelyet követően minden szezonjukban az első osztály legjobb négy csapata között voltak. A Sir Jim Ratcliffe által megkötött megegyezés előtt viszont a férfi csapathoz hasonlóan strukturális problémák voltak a klubnál. Ezek közé tartozott, hogy a döntéshozás átigazolások terén lassú volt, így a United gyakran lemaradt első számú célpontjairól, ingyen elengedték a csapat egyik legjobb játékosát Alessia Russót, annak ellenére, hogy már megegyeztek a hosszabbításban, a játékosfejlesztés színvonala alacsony volt és a folytonos személyzeti változások.
Nem sokkal az új vezetőség érkezése után a női csapat megnyerte első fontos trófeáját, a női labdarúgókupát. Az új vezetőség célja a csapat első bajnoki címének megnyerése 2028-ig.
Gyakran kritizálták a Ratcliffe-vezetőséget, amiért előtérbe helyezte a férfi csapatot és elhanyagolta a női együttes fejlődését, maga az Ineos is elismerte, hogy nincs stratégiája a 2028-as cél elérésére, és befolyása a csapaton minimális volt.

## Sikerek
Az alábbi listán a Manchester United férfi és női csapatainak sikerei vannak felsorolva Jim Ratcliffe tulajdonában.

### Férfi csapat
- Angol kupagyőztes: 2023–2024[87]
- Európa-liga-ezüstérmes: 2024–2025
- Premier League Summer Series: 2025

### Női csapat
- Angol kupagyőztes: 2023–2024[85]
  - Ezüstérmes: 2024–2025

## Edzők
Az alábbi listán a csapat edzői szerepelnek 2023 decemberétől.
| Férfi csapat - Erik ten Hag (2024. október 28-ig) - Ruud van Nistelrooy (megbízott; 2024. október 28. – november 11.) - Rúben Amorim (2024. november 11. –) | Női csapat - Marc Skinner |